# Mayra Kroonen

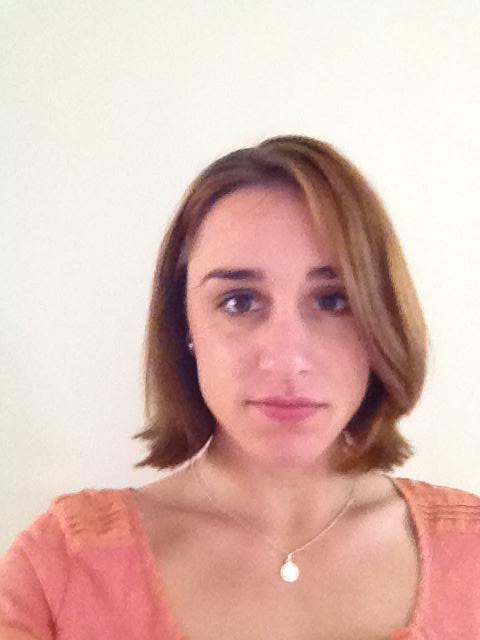
Mayra Kroonen in 2010

Mayra Kroonen (Puerto del Rosario, 6 juni 1988) is een voormalig Nederlandse turnster. Ze werd getraind door Frank Louter en Patrick Kiens. Kroonen doet een studie aan de Academie voor Lichamelijke Opvoeding in Amsterdam.
Op 7 november 2009 won Kroonen de wereldbekerwedstrijd op het onderdeel brug ongelijk. Dit vond plaats in Osijek. Kroonen bleef met 13,525 punten de Tsjechische Jana Sikulova net voor. In 2005 beëindigde de toen 17-jarige Kroonen nog haar carrière vanwege een ernstige knieblessure, maar in oktober 2008 pakte ze haar sport weer op en in april 2009 wist zij zich verrassend te kwalificeren voor het EK in Milaan. Op het WK van 2009 behaalde ze als enige Nederlandse turnster de meerkampfinale. Kroonen werd op het EK in 2010 zevende met het Nederlands team. Later dat jaar won ze in Maribor de wereldbekerwedstrijd op het onderdeel vloer. Op de onderdelen sprong en brug won ze het zilver, op balk het brons.
In juni 2010 werd ze Nederlands kampioen in de meerkamp en won ze ook drie toestelfinales. Alleen op vloer moest ze genoegen nemen met het zilver. Twee weken voor het WK in oktober 2010 liep Kroonen een knieblessure op. Na een tweede kruisbandoperatie besloot ze om haar turnloopbaan te beëindigen.